# Lifelong Planning A*
Az LPA* vagy Lifelong Planning A* egy heurisztikus keresési algoritmus, amely az A*-on alapul. Először Sven Koenig és Maxim Likhachev írta le 2001-ben.

## Leírás
Az LPA* az A* egy növekményes változata, amely alkalmazkodni tud a grafikon változásaihoz anélkül, hogy a teljes grafikont újra kiszámítaná, frissíti a g-értékeket (a kezdetektől való távolságot) az előző keresésből az aktuális keresés során, hogy szükség esetén helyesbítse azokat. Az A*-hoz hasonlóan az LPA* heurisztikát is használ, amely az adott csomóponttól a célig vezető út költségeinek alsó határa. A heurisztika elfogadható, ha garantáltan nem negatív (nulla megengedett), és soha nem haladja meg a cél elérésének legolcsóbb útjának költségét. 

### Elődök és utódok
A kezdő és a cél csomópont kivételével minden n csomópont rendelkezik elődökkel és utódokkal: 
- Bármely csomópont, amelybe él vezet n egy elődje.
- Bármelyik csomópont, amelyből él vezet az n utódja.

A következő leírásban ez a két kifejezés csak a közvetlen elődökre és utódokra utal, nem pedig az elődök elődeire vagy az utódok utódaira. 

### A távolság becslései
Az LPA* a g*(n) kezdési távolság két becslését készíti el minden csomópontnál: 
- g(n), az előzőleg kiszámított g-érték (kezdeti távolság) mint az A* algoritmusban
- rhs(n), a előrejelzett érték amelyek a csomópont elődjeinek g-értékén alapul (a g(n' ) + d(n' , n) minimuma, ahol n' az n elődje és d(x, y) az x és y csomópontokat összekötő él költsége)

A kezdő csomópont esetében a következő mindig igaz: 
{\displaystyle rhs(start)=g(start)=0}
Ha rhs(n) megegyezik g(n)-nel akkor n-t lokálisan konzisztensnek nevezzük. Ha az összes csomópont lokálisan konzisztens, akkor a legrövidebb utat meg lehet határozni, mint az A*-nál. Ha azonban az élköltségek megváltoznak, a lokális konzisztenciát csak az útvonal szempontjából releváns csomópontokban kell kiszámítani. 

### Prioritási sor
Amikor egy csomópont lokálisan inkonzisztenssé válik (mivel elődjének költsége vagy az elődjének összekötő élének költsége megváltozott), akkor az algoritmus prioritási sorba helyezi az újraértékeléshez. Az LPA* kétdimenziós kulcsot használ: 
{\displaystyle k(n)={\begin{bmatrix}k_{1}(n)\\k_{2}(n)\\\end{bmatrix}}={\begin{bmatrix}min(g(n),rhs(n))+h(n,goal)\\min(g(n),rhs(n))\\\end{bmatrix}}}
A bejegyzések először k1 (amely közvetlenül megfelel az A*-ban használt f-értékeknek), majd k2 szerint vannak rendezve. 

### Csomópont bővítés
A sor felső csomópontja az alábbiak szerint bővül: 
- Ha egy csomópont rhs-értéke megegyezik g-értékével, akkor a csomópont lokálisan konzisztens, és eltávolításra kerül a sorból.
- Ha egy csomópont rhs-értéke kisebb, mint g-értéke (helyileg túlkonzisztens csomópontnak nevezik), akkor a g-értéket úgy módosítja, hogy megfeleljen az rhs-értéknek, így a csomópont lokálisan konzisztens lesz. Ezután a csomópontot eltávolítják a sorból.
- Ha egy csomópont rhs-értéke nagyobb, mint g-értéke (helyileg aligkonzisztens csomópontként nevezik), akkor a g-értéket végtelenre állítják (ami a csomópontot lokálisan túlkonzisztensnek vagy lokálisan konzisztensnek tekinti). Ha a csomópont lokálisan konzisztens, akkor azt eltávolítják a sorból, a kulcs megújul.

Mivel egy csomópont g-értékének megváltoztatása megváltoztathatja utódjainak rhs-értékeit (és így lokális konzisztenciájukat), ezeket kiértékeljük, és a sor sorrendjük és kulcsuk szükség esetén frissül. 
A csomópontok bővítése a sor tetején lévő következő csomóponttal folytatódik, amíg két feltétel teljesül: 
- A cél lokálisan konzisztens, és
- A prioritási sor tetején levő csomópontnak olyan kulcs van, amely nagyobb vagy egyenlő a cél kulcsával.

### Kezdeti futás
A grafikon inicializálása úgy történik, hogy a kezdő csomópont rhs-értékét 0-ra, g-értékét végtelenre állítja. Az összes többi csomópontnál mind a g-értéket, mind az rhs-értéket végtelennek tekintik, amíg azok nem változnak meg. Ez kezdetben a kezdő csomópontot az egyetlen lokálisan inkonzisztens csomóponttá, és ezáltal a sor egyetlen csomópontjává teszi. Ezután megkezdődik a csomópont-bővítés. Az LPA* első futtatása tehát ugyanúgy viselkedik, mint az A*, azaz ugyanazon csomópontok kibővítése történik ugyanabban a sorrendben. 

### Költségváltozások
Amikor egy él költsége megváltozik, az LPA* megvizsgálja a változás által érintett összes csomópontot, azaz azokat a csomópontokat, amelyeknél az egyik megváltozott él lezárul (ha egy él mindkét irányban áthaladhat, és a változás mindkét irányba hat, az él mindkét végét megvizsgáljuk): 
- A csomópontok rhs-értékei frissülnek.
- Azok a csomópontok, amelyek lokálisan konzisztensek lettek, eltávolításra kerülnek a sorból.
- Azok a csomópontok, amelyek lokálisan inkonzisztenssé váltak, hozzáadódnak a sorhoz.
- Azok a csomópontok, amelyek lokálisan inkonzisztensek maradnak, a kulcsokat frissítik.

Ezt követően a csomópont kibővítése folytatódik, amíg a végső feltételt elérik. 

### A legrövidebb út megkeresése
Amint a csomópont kibővítése befejeződött (azaz a kilépési feltételek teljesülnek), a legrövidebb utat kiértékelik. Ha a cél költsége megegyezik a végtelenséggel, akkor nincs elegendő költségút az indulástól a célig. Egyébként a legrövidebb utat visszafelé haladással lehet meghatározni: 
- Kezdje a céltól.
- Lépjen az aktuális n csomópont n'  elődjére, ahol a g(n' ) + d(n' , n) a legalacsonyabb (ha a legalacsonyabb pontszámot több csomópont is eléri, akkor mindegyik érvényes megoldás, és ezek közül bármelyiket lehet választani).
- Ismételje meg az előző lépést, amíg el nem éri a startot.

## Pszeudokód
Ez a kód feltételezi a queue prioritási sort, amely támogatja a következő műveleteket: 
- topKey() visszaadja a sorban lévő bármely csomópont (numerikusan) legalacsonyabb prioritását (vagy végtelennek, ha a sor üres)
- pop() eltávolítja a sorból a legalacsonyabb prioritású csomópontot, és visszatér
- insert(node, priority) beszúr egy adott prioritással rendelkező csomópontot a sorba
- remove(node) eltávolítja a csomópontot a sorból
- contains(node) igaz értéket ad, ha a sor a megadott csomópontot tartalmazza; hamist, ha nem

```
void
 
main
()
 
{

  
initialize
();

  
while
 
(
true
)
 
{

    
computeShortestPath
();

    
while
 
(
!
hasCostChanges
())

      
sleep
;

    
for
 
(
edge
 
:
 
getChangedEdges
())
 
{

        
edge
.
setCost
(
getNewCost
(
edge
));

        
updateNode
(
edge
.
endNode
);

    
}

  
}

}

void
 
initialize
()
 
{

  
queue
 
=
 
new
 
PriorityQueue
();

  
for
 
(
node
 
:
 
getAllNodes
())
 
{

    
node
.
g
 
=
 
INFINITY
;

    
node
.
rhs
 
=
 
INFINITY
;

  
}

  
start
.
rhs
 
=
 
0
;

  
queue
.
insert
(
start
,
 
calculateKey
(
start
));

}

/** Expands the nodes in the priority queue. */

void
 
computeShortestPath
()
 
{

  
while
 
((
queue
.
getTopKey
()
 
<
 
calculateKey
(
goal
))
 
||
 
(
goal
.
rhs
 
!=
 
goal
.
g
))
 
{

    
node
 
=
 
queue
.
pop
();

    
if
 
(
node
.
g
 
>
 
node
.
rhs
)
 
{

      
node
.
g
 
=
 
node
.
rhs
;

      
for
 
(
successor
 
:
 
node
.
getSuccessors
())

        
updateNode
(
successor
);

    
}
 
else
 
{

      
node
.
g
 
=
 
INFINITY
;

      
updateNode
(
node
);

      
for
 
(
successor
 
:
 
node
.
getSuccessors
())

        
updateNode
(
successor
);

    
}

  
}

}

/** Recalculates rhs for a node and removes it from the queue.

 * If the node has become locally inconsistent, it is (re-)inserted into the queue with its new key. */

void
 
updateNode
(
node
)
 
{

  
if
 
(
node
 
!=
 
start
)
 
{

    
node
.
rhs
 
=
 
INFINITY
;

    
for
 
(
predecessor
:
 
node
.
getPredecessors
())

      
node
.
rhs
 
=
 
min
(
node
.
rhs
,
 
predecessor
.
g
 
+
 
predecessor
.
getCostTo
(
node
));

    
if
 
(
queue
.
contains
(
node
))

      
queue
.
remove
(
node
);

    
if
 
(
node
.
g
 
!=
 
node
.
rhs
)

      
queue
.
insert
(
node
,
 
calculateKey
(
node
));

  
}

}

int
[]
 
calculateKey
(
node
)
 
{

  
return
 
{
min
(
node
.
g
,
 
node
.
rhs
)
 
+
 
node
.
getHeuristic
(
goal
),
 
min
(
node
.
g
,
 
node
.
rhs
)};

}

```

## Tulajdonságok
Mivel algoritmikusan hasonló az A*-hoz, az LPA* számos tulajdonságát megosztja. 
- Minden csomópontot az LPA* futtatásakor legfeljebb kétszer kibontunk (látogatunk meg). A lokálisan túlkonzisztens csomópontok LPA* futtatásonként legfeljebb egyszer kibővülnek, így az első futtatás (amelyben minden csomópont túlkonzisztens állapotba lép) hasonló teljesítményű, mint az A*, amely minden csomópontot egyszerre meglátogat.
- Az egyes futtatásokhoz kibővített csomópontok kulcsai monoton módon nem csökkennek az idő múlásával, mint az A* esetében.
- Minél informáltabb (és így nagyobb) a heurisztika (miközben továbbra is teljesíti az elfogadhatósági kritériumokat), annál kevesebb csomópontot kell kibővíteni.
- A prioritási sor végrehajtása jelentős hatást gyakorol a teljesítményre, mint az A* esetében. A Fibonacci-halom használata jelentős teljesítménynövekedést eredményezhet a kevésbé hatékony megvalósításokhoz képest.

Az A* megvalósítás esetén, amely megszakítja a két csomópont közötti egyenlő f-értékek közötti kapcsolatokat a kisebb g-értékű csomópont javára (amelyet az A* nem határoz meg pontosan), a következő állítások is igazak: 
- A lokálisan túlkonzisztens csomópontok kibővítésének sorrendje megegyezik az A*-gal.
- Az összes lokálisan túlkonzisztens csomópont közül csak azokat - amelyek költsége nem haladja meg a célt - kell kibővíteni, mint az A* esetében.

Az LPA* ezen felül a következő tulajdonságokkal rendelkezik: 
- Amikor az élköltségek megváltoznak, az LPA* felülmúlja az A*-ot (feltételezve, hogy az utóbbi a nulláról indul), mivel csak a csomópontok töredékét kell kibővíteni.

## Változatok
- D* Lite, a D* algoritmus újbóli megvalósítása LPA* alapján[3]

## Fordítás
- Ez a szócikk részben vagy egészben  a   Lifelong Planning A* című angol Wikipédia-szócikk ezen változatának fordításán alapul.  Az eredeti cikk szerkesztőit annak laptörténete sorolja fel. Ez a jelzés csupán a megfogalmazás eredetét és a szerzői jogokat jelzi, nem szolgál a cikkben szereplő információk forrásmegjelöléseként.